# Mariño (Nueva Esparta)
Mariño è un comune del Venezuela situato nello Stato di Nueva Esparta.
Il capoluogo del comune è la città di Porlamar.